# Любимов, Александр Михайлович (журналист)
Алекса́ндр Миха́йлович Люби́мов (род. 23 июня 1962, Лондон) — советский и российский журналист, теле- и радиоведущий, продюсер, медиаменеджер и общественно-политический деятель. Был одним из создателей независимой телекомпании «ВИD» (17,14 %). Генеральный директор (1995—1997) и президент (с 2014 года) телекомпании «ВИD» (с 2017 года — «ВИDgital»), генеральный директор «РБК-ТВ» (2011—2014), вице-президент Академии российского телевидения.

## Биография
Родился 23 июня 1962 года в Лондоне. Сын разведчика Михаила Любимова и актрисы Екатерины Вишневской.
В 1976 году вступил в комсомол.
В 1984 году окончил факультет международных экономических отношений МГИМО. Владеет английским, французским и датским языками.
С 1985 по 1987 год работал на Иновещании Гостелерадио в отделе скандинавских стран.
В 1987 году перешёл на телевидение — корреспондентом, а затем ведущим программы «Взгляд», с 1991 года «Взгляд из подполья».
Даже десять лет спустя «Огонёк» позиционировал ведущих как «народных героев»:

Кто помнит, сколько их было, ведущих «Взгляда», появлявшихся в самой свободной студии «Останкино» по пятницам? Листьев, Любимов, Захаров, Политковский, Мукусев. Кто ещё — Ломакин, Додолев, Боровик… Они стали народными героями, олицетворявшими перемены внутри страны, так же, как символом перестройки за границей был Горбачёв. Потому что вместе с ними, смелея от пятницы к пятнице, мы учились говорить не кухонным шёпотом, а вслух: в СССР всё-таки есть секс, у капитализма тоже бывает человеческое лицо, рок-н-ролл жив, Чернобыль не авария, а трагедия.

Сам журналист при этом утверждает: «Любовь к прошлому мешает видеть настоящее».
Вместе с другим ведущим запрещённой программы «Взгляд», Александром Политковским готовил выпуски передачи «Взгляд из подполья», которые подпольно распространялись на кассетах по всему Советскому Союзу. Но проект успеха не имел:

выпуски «Взгляда из подполья» по остроте и динамичности уступали официальному, разрешённому «Взгляду». Ни Любимов, ни Мукусев, после раскола делавший что-то своё, региональное, не были приспособлены к существованию в подполье. Их стихия — легальность. В подполье очень трудно быть профессионалами. Политковский часто впадал в дурновкусие, все глубже забиваясь в свою «кухню» и отчетливо эволюционируя в сторону красной части спектра. Его разочарование в демократии носило почти говорухинский характер, но поскольку он, в отличие от Говорухина, долго был этой демократии символом и буревестником (а фильм «Так жить нельзя» всё-таки смотрело куда меньше народу, чем «Взгляд»), то совсем уж рвать с демократической традицией ему было и рискованно, и не к лицу.

С февраля по август 1992 года занимал должность директора Студии международных программ и видеообмена РГТРК «Останкино».
С марта 1992 года по сентябрь 1993 года автор и ведущий программы «Красный квадрат», с 27 мая 1994 года автор и ведущий программы «Взгляд с Александром Любимовым».
Председатель Совета учредителей ЗАО «Телекомпания „ВИД“», с 1993 года вице-президент ЗАО «Телекомпания „ВиД“», член Совета директоров телекомпании «ВиД».
В марте 1995 года, после гибели Владислава Листьева, занял пост Генерального директора телекомпании ВИД.
С апреля 1995 по сентябрь 1997 года — автор и ведущий программы «Один на один».
В 1996 году окончил курс «Менеджер избирательной кампании и политический консультант» в Гарвардском университете.
29 апреля 1997 года на заседании Совета директоров телекомпании «ВиД» было принято решение об освобождении Любимова от занимаемой должности генерального директора компании в связи «с переходом на другую работу». Переходит в штат ЗАО «Общественное российское телевидение» (ОРТ), где становится консультантом Генерального продюсера информационных программ ЗАО «ОРТ» Ксении Пономарёвой. В июле 1997 года был назначен исполнительным директором общественно-политического вещания ЗАО «Общественное российское телевидение» (ОРТ).
13 октября 1997 года приказом и. о. Генерального директора ОРТ К. Пономарёвой был назначен директором Дирекции информационных программ ЗАО «ОРТ».
В марте 1998 года был освобождён от должности руководителя информационного вещания ЗАО «ОРТ».
С 1998 года — член Академии Российского телевидения. Являлся её вице-президентом.
С ноября 1998 по июнь 2001 года — автор и ведущий ежедневной программы политического интервью «Здесь и сейчас» (ОРТ).
С марта 2001 по март 2003 года — первый заместитель генерального директора ОРТ/«Первого канала». С 2001 по 2004 год в течение пяти сезонов был продюсером проекта «Последний герой». В 2003 году занял должность председателя совета директоров телекомпании ВИD, с 2003 по 2004 год был вторым продюсером (вместе с Ларисой Синельщиковой) музыкально-развлекательной телеигры «Угадай мелодию» на «Первом канале».
С 21 марта 2001 по октябрь 2008 года — президент Союза творческих работников СМИ «Медиасоюз».
С марта 2006 по август 2007 года вёл собственную авторскую передачу на радиостанции «Сити ФМ».
С 2007 по 2011 год — сотрудник ВГТРК. С 2007 по 2008 год вёл программу «Сенат» на телеканале «Россия».
В декабре 2007 года назначен первым заместителем генерального директора телеканала «Россия».
С 5 октября по 28 декабря 2008 года вёл телепроект ВГТРК «Имя Россия».
В августе 2011 года покинул ВГТРК, став членом политической партии «Правое дело». В ноябре этого же года ушёл из партии и возглавил телеканал РБК.
27 октября 2012 года избран в члены Федерального комитета политической партии «Гражданская платформа». В марте 2015 года вместе с Прохоровым, Ярмольником, Макаревичем, Елизаветой Глинкой и другими медийным лицами покинул её.
10 декабря 2014 года покинул пост генерального директора РБК-ТВ, при этом он остался в совете директоров.
В декабре 2014 года вернулся в телекомпанию «ВИD», где снова занял должность президента. С октября 2017 года стал продюсером ток-шоу «Жди меня», переехавшего с «Первого канала» на НТВ и производимого реорганизованной телекомпанией «ВИDgital»
С 2018 года является членом Федерального политического совета «Партии Роста».

## Семья
- Отец — Михаил Петрович Любимов (род. 1934), писатель, публицист, кандидат исторических наук, полковник внешней разведки в отставке.
- Мать — Екатерина Павловна Любимова (Вишневская) (1934 — 8 февраля 1991) — была актрисой Театра имени Гоголя в Москве[32][33].
- Дедушка по матери — Павел Дмитриевич Ермилов (20 июня 1901—1992) — актёр и режиссёр, работал в МХАТ-2[34].
- Первая жена — Татьяна Пушкина.
  - Дочь — Екатерина[35], в 2014 году окончила актёрский факультет ГИТИСа, является актрисой Театра им. Ермоловой.
- Вторая жена — Наталья Юрьевна Куникова, переводчик и преподаватель японского языка, внучка Героя Советского Союза Цезаря Куникова.
  - Сыновья — Кирилл, Олег и Константин.

## Факты
- В молодости очень хорошо играл на гитаре, изредка писал песни (в том числе на стихи отца). Научил играть на гитаре своего соседа по даче, будущего музыканта, актёра и шоумена Алексея Кортнева[36].
- Офицер ВДВ[источник не указан 2091 день].
- В сентябре 1989 года арестован по ложному обвинению в изнасиловании: «На меня завели уголовное дело по обвинению в изнасиловании двух несовершеннолетних девушек в городе Сочи, даже напечатали об этом огромную статью „Пена на берегу“ в газете „Правда“. Я просидел в сочинском КПЗ несколько часов, а затем сбежал, избив пьяного милиционера, который зашёл ко мне в камеру». Уголовному делу хода не дали, а вскоре Любимов получил депутатскую неприкосновенность, став депутатом Верховного Совета РСФСР от города Мичуринска (из «Взгляда» депутатами стали также Мукусев и Политковский)[37].
- В январе 1999 года Любимов провёл несколько выпусков программы «Здесь и сейчас» из ЦИТО имени Н. Н. Приорова, куда он был доставлен с переломом ключицы. В актовом зале центра была оборудована мини-студия, а с Любимова на время эфира снимали повязки[38]. Кроме того, в какой-то момент Любимов «сбежал» из ЦИТО, чтобы провести один выпуск «Взгляда»[39].
- В книге «Битлы перестройки» рассказано, что у Любимова первым из ведущих программы «Взгляд» появился личный автомобиль[40].
- В 2003 году, по слухам, Любимов должен был быть назначен генеральным директором ТВС, однако назначение не состоялось[41].
- 18 марта 2005 года попал в серьёзное ДТП: его «Мерседес-320» выехал на встречную полосу и столкнулся с «Ровером», пассажиры которого погибли, у водителя служебной машины «вывих пальцев левой стопы», у самого Любимова — «открытый перелом левой голени»[42].
- В конце мая 1995 года после землетрясения в Нефтегорске его избили местные жители за то, что мешал людям своими репортажами оказывать помощь своим близким[источник не указан 1118 дней].

## Фильмография

### Кинопродюсер
- 2005 — Слепой-2
- 2006 — А зори здесь тихие… (сериал) (Китай, Россия)
- 2007 — Заговор
- 2009 — Барвиха[43]
- 2010 — Месть (сериал)
- 2010 — Смертельная схватка (телефильм)
- 2011 — Золотые (Барвиха-2) (сериал)
- 2012 — Москва 2017 (Россия, США)
- 2011—2012 — Отдел С. С. С. Р. (Белоруссия, Россия)
- 2013 — Тайна Диона (анимационный)

### Озвучивание
- 2007 — диснеевский мультфильм «Книга джунглей» 1967 года, озвучил небольшую роль приёмного отца Маугли — волка Рамы[44].

## Награды
- Орден Почёта (8 декабря 2000) — за мужество, отвагу и самоотверженность, проявленные при исполнении профессионального долга, и объективное освещение событий в Северо-Кавказском регионе[45]
- Орден Дружбы (27 ноября 2006) — за большой вклад в развитие отечественного телерадиовещания и многолетнюю плодотворную работу[46]
- Лауреат Национальной телевизионной премии «ТЭФИ» в персональной номинации: «ТЭФИ 2002» — «Продюсер» — «Последний герой»
- Медаль ордена «За заслуги перед Отечеством» II степени

## Примечание
1. 1 2  Александр Любимов. Дата обращения: 2 ноября 2010. Архивировано 7 октября 2019 года.
2. ↑  Телерадиокомпании. Дата обращения: 2 ноября 2010. Архивировано 21 февраля 2015 года.
3. ↑  От разведчика до летописца. Михаил Любимов: «Причудливо стасовалась колода…» Дата обращения: 31 октября 2012. Архивировано 15 марта 2020 года.
4. ↑  Биография Александра Любимова | РИА Новости. Дата обращения: 6 января 2013. Архивировано 21 января 2013 года.
5. ↑  10 лет меняя взгляд на мир. Огонёк (29 сентября 1997). Дата обращения: 1 декабря 2019. Архивировано из оригинала 17 октября 2012 года.
6. ↑  Вера Цветкова. Бунтарь повзрослевший. Независимая газета (5 октября 2007). Дата обращения: 13 августа 2010. Архивировано 23 сентября 2010 года.
7. ↑  Известия. Ру: Журналист Александр Любимов: «Цены тогда были: бутылка пива за секс»
8. ↑  Политковский Александр Владимирович — биография. Дата обращения: 9 апреля 2010. Архивировано из оригинала 31 марта 2019 года.
9. ↑  Kinoart.ru: «Взгляд» и Нечто. Дата обращения: 16 сентября 2015. Архивировано 17 ноября 2018 года.
10. ↑  Васильев и Любимов. Информация Первого канала теперь зависит от Александра Любимова. Коммерсантъ (14 октября 1997). Дата обращения: 12 ноября 2017. Архивировано 14 июля 2020 года.
11. 1 2  Любимов Александр Михайлович. Фонд «Академия Российского телевидения». — Биографии. Дата обращения: 13 октября 2017. Архивировано из оригинала 9 октября 2017 года.
12. ↑  Александр Любимов покинет телеэфир. Известный телеведущий назначен первым заместителем генерального директора ОРТ. Комсомольская правда (20 марта 2001). Дата обращения: 8 июля 2017. Архивировано 11 ноября 2018 года.
13. ↑  С Первого канала уходят Александр Любимов и Николай Николаев. Дата обращения: 4 мая 2020. Архивировано 19 октября 2016 года.
14. ↑  От голодных игроков охранники прятали крокодилов. Комсомольская правда (31 января 2002).
15. ↑  Продюсер "Последнего героя" отреагировал на слухи о цепи смертей участников. РИА Новости (18 марта 2019). Дата обращения: 23 сентября 2019. Архивировано 23 сентября 2019 года.
16. ↑  Александр Любимов: "Нового «Взгляда» не будет никогда". Вечерняя Москва. Дата обращения: 23 сентября 2019. Архивировано 7 февраля 2022 года.
17. ↑  Главред журнала "Эксперт" сменил Александра Любимова на посту главы "Медиасоюза". NEWSru.com (4 октября 2008). Дата обращения: 16 сентября 2015. Архивировано 3 февраля 2021 года.
18. ↑  Юлия Ларина. Радиоактивные Архивная копия от 25 мая 2019 на Wayback Machine Журнал «Огонёк» № 9 от 05.03.2006, стр. 25
19. ↑  АЛЕКСАНДР ЛЮБИМОВ: "Я НЕ ЗОРРО!". Труд (8 ноября 2007). Дата обращения: 14 октября 2017. Архивировано 3 июля 2019 года.
20. ↑  «Взгляд. Деловая газета» // Любимов выходит из тени. Дата обращения: 4 мая 2020. Архивировано 25 апреля 2021 года.
21. ↑  Россия назвала своё имя. Взгляд (24 сентября 2008). Дата обращения: 4 мая 2020. Архивировано 20 апреля 2021 года.
22. ↑  Что в имени тебе моем? Журналист (1 января 2009). Дата обращения: 25 июля 2017. Архивировано из оригинала 18 марта 2016 года.
23. ↑  Тележурналист Любимов подтвердил, что вступил в "Правое дело". РИА Новости (12 августа 2011). Дата обращения: 16 сентября 2015. Архивировано 18 сентября 2017 года.
24. ↑  РБК-ТВ меняет лицо. Деловой телеканал возглавил Александр Любимов. Российская газета (18 ноября 2011). Дата обращения: 4 мая 2020. Архивировано 5 марта 2017 года.
25. ↑  Состав федерального комитета партии Гражданская платформа Архивная копия от 2 мая 2015 на Wayback Machine // Официальный сайт партии Гражданская платформа, 27.10.2012 г.
26. ↑  Любимов: Судьба «Гражданской платформы» была предрешена. Life.ru (13 марта 2015). Дата обращения: 1 февраля 2021.
27. ↑  «Гражданскую платформу» покинули Андрей Макаревич и Леонид Ярмольник. www.intermedia.ru (13 марта 2015). Дата обращения: 1 февраля 2021. Архивировано 6 февраля 2021 года.
28. ↑  Lenta.ru // Александр Любимов покинул пост гендиректора РБК-ТВ. Дата обращения: 4 мая 2020. Архивировано 30 сентября 2021 года.
29. ↑  Любимов рассказал, почему «Жди меня» переезжает на НТВ. По словам продюсера, причина «трансфера» - смена приоритетов Первого канала. Комсомольская правда (10 октября 2017). Дата обращения: 10 января 2018. Архивировано 13 октября 2019 года.
30. ↑  Федеральный политический совет (англ.). rost.ru. Дата обращения: 1 февраля 2021. Архивировано 14 января 2021 года.
31. ↑  В руководство Партии роста вошли Любимов, Фоменко, Дмитриева. ТАСС. Дата обращения: 1 февраля 2021. Архивировано 6 февраля 2021 года.
32. ↑  Семейный архив | Материнская линия — преимущественно Вишневские. Дата обращения: 26 ноября 2018. Архивировано 26 ноября 2018 года.
33. ↑  Семейный архив | Любимова (Вишневская) Екатерина Павловна. Дата обращения: 26 ноября 2018. Архивировано 26 ноября 2018 года.
34. ↑  Семейный архив | Ермилов Павел Дмитриевич. Дата обращения: 26 ноября 2018. Архивировано 26 ноября 2018 года.
35. ↑  Александр Любимов — Без дураков // Эхо Москвы, 01.07.2012. Дата обращения: 5 ноября 2017. Архивировано 3 декабря 2018 года.
36. ↑  Марина Макунина. Волшебник-недоучка // Атмосфера. — 2012. — № 03. — С. 96—98.
37. ↑  Федор Раззаков Страсть в «Книгах Google»
38. ↑  Телепередача Здесь и сейчас (1999) 20.01.1999. www.net-film.ru. Дата обращения: 18 сентября 2018. Архивировано 19 сентября 2018 года.
39. ↑  www.net-film.ru. Телепередача Взгляд (1999) 25.01.1999. Архивировано 9 июня 2019 года.
40. ↑  TVlution — Публикации — Первый канал. Дата обращения: 16 июня 2012. Архивировано из оригинала 24 декабря 2014 года.
41. ↑  Наталия Ростова. Акционерам ТВС пока не до Любимова. Газета.ру (8 мая 2003). Дата обращения: 27 июля 2014. Архивировано 5 августа 2018 года.
42. ↑  «Комсомольская правда»: Водитель Александра Любимова — виновник трагедии? Дата обращения: 24 июля 2010. Архивировано 7 ноября 2017 года.
43. ↑  Александр Любимов в гостях у "КП". Комсомольская правда (15 октября 2009). Дата обращения: 9 ноября 2017. Архивировано 27 ноября 2018 года.
44. ↑  Ярослав Щедров. Багиру сделали самцом. mk.ru. Московский комсомолец (16 октября 2007). Архивировано из оригинала 8 марта 2021 года.
45. ↑  Указ Президента Российской Федерации от 08.12.2000 г. № 1982 «О награждении государственными наградами Российской Федерации работников средств массовой информации». Дата обращения: 16 сентября 2015. Архивировано 23 сентября 2020 года.
46. ↑  УКАЗ Президента РФ от 27.11.2006 N 1316 «О НАГРАЖДЕНИИ ГОСУДАРСТВЕННЫМИ НАГРАДАМИ РОССИЙСКОЙ ФЕДЕРАЦИИ». Дата обращения: 16 сентября 2015. Архивировано 13 ноября 2020 года.